# 이탈리아 공산당
이탈리아 공산당(이탈리아어: Partito Comunista Italiano, PCI)은 1943년부터 1991년까지 이탈리아에 존재했던 공산주의 정당이다.
1921년에 창당하여 1926년에 해산된 이탈리아 공산당의 후계 정당이다. 1991년 좌파민주당으로 재편되면서 소멸하였다.

## 역사
1921년에 안토니오 그람시, 팔미로 톨리아티 등을 주축으로 창당된 이탈리아 공산당은 빠르게 세를 확대하던 중 1926년에 베니토 무솔리니가 당을 강제로 해산하고 관계자 대부분을 구속하면서 위기를 맞았다. 이때 코민테른 회의 참석차 모스크바에 있었던 톨리아티는 국외 망명을 선택한 후 이탈리아 공산당을 지하화했다. 이후 제2차 세계 대전 동안 이탈리아 공산당은 레시스텐자 활동에 적극적으로 가담해 무솔리니의 패퇴에 크게 기여했다. 패퇴 이후 이탈리아 공산당은 다른 반파시스트 정당과 함께 전후 내각에 참여했다. 그러나 1947년 기독교민주당 중심의 내각을 이끌던 알치데 데 가스페리는 내각에서 이탈리아 공산당과 이탈리아 사회당을 동시에 쫓아냈다.
내각에서 쫓겨났지만 1948년 총선에서 상당한 의석을 확보한 이탈리아 공산당은 조직화된 지지층과 실용적 전략으로 이탈리아 정계에서 막강한 힘을 유지했다. 1956년 정적들을 제거하고 소련의 지도자가 된 니키타 후르쇼프가 이오시프 스탈린을 비난한 이후 톨리아티는 독자적인 노선을 계획했다. 톨리아티가 사망한 후 그의 노선을 지지하는 '이탈리아파'와 소련의 노선을 지지하는 '소련파'는 첨예하게 대립해 당내 분열을 야기했다. 그럼에도 불구하고 1969년 총선에서도 이탈리아 공산당은 기존 의석을 유지하는 이변을 낳았다.
1972년 서기장이 된 엔리코 베를링구에르는 유럽공산주의를 주창하며 당 실용주의 노선을 더 강화했다. 특히나 그는 이탈리아 공산당의 집권을 위해서라면 타 정당과도 손을 잡아야 한다고 주장했다. 이에 따라 기민당 좌파세력을 이끌던 알도 모로와 그는 역사적 타협을 통해 연정 구성에 거의 다다랐다. 그러나 역사적 타협은 당내 좌파 세력의 극심한 반발을 불러일으켰고, 1978년 모로가 극좌 테러리스트인 붉은 여단에게 납치, 살해당하면서 역사적 타협은 종결되었다.
1980년대에 베를링구에르가 갑작스럽게 사망하고 이탈리아 사회당이 대표였던 베티노 크락시를 총리로 배출하면서 크게 성장하자 이탈리아 공산당은 크게 위기의식을 느끼게 된다. 특히 1980년대 말부터 동유럽 사회주의 체제가 붕괴되자 당내에서 노선 변경을 주장하는 목소리에 힘이 실렸다. 결국 이탈리아 공산당은 다른 좌파들과 함께 재편하여 이름을 좌파민주당으로 변경하면서 역사 속으로 사라졌다. 한편 오케토에 반대하는 공산당 내 좌파 세력들은 1991년 탈당하여 공산재건당을 창당하였다.